# Takashi Kasahara
Takashi Kasahara (jap. 笠原 隆, Kasahara Takashi; * 26. März 1918) war ein japanischer Fußballspieler.

## Nationalmannschaft
1940 debütierte Kasahara für die japanische Fußballnationalmannschaft.

## Errungene Titel
- Kaiserpokal: 1939, 1940